# Bitka kod Lade
Bitka kod Lade (494. pr. Kr.) je odlučujuća pomorska bitka između grčkih polisa predvođenih Jonijom i Perzijskog Carstva u doba vladavine Darija Velikog. Bitka je završila odlučnom perzijskom pobjedom, čime je okončan Jonski ustanak.

## Pozadina
Nakon šest godina pobune, 494. pr. Kr. perzijska vojska se pregrupirala. Dostupne kopnene trupe skupljene su u jednu vojsku, kojoj se pridružila mornarica sastavljena od brodova iz ponovno pokorenog Cipra, Egipta, Cilicije i Fenicije. Perzijanci su tada krenuli direktno u napad na Milet i nisu previše marili za ostale pobunjene polise, budući kako su grad Milet smatrali epicentrom pobune. Medijski general Datis koji se smatrao stručnjakom za odnose za Grcima, pozvan je na odgovornost u Joniji prema naredbi Darija Velikog. Postoju mogućnost kako je Datis bio vrhovni zapovjednik perzijskih trupa tijekom jonskog ustanka.

## Jonske pripreme
Čuvši kako im se približava perzijska vojska, Jonjani su se okupili u panioniumu gdje su odlučili kako se neće niti pokušati obračunati s perzijskom kopnenom vojskom, što je značilo kako su stanovnike Mileta ostavili da sami brane svoje gradske zidine. Umjesto kopnenog obračuna, odlučili su okupiti sve brodove na raspolaganju i „braniti Milet s mora“, pokraj otoka Lade. Jonjanima su se priključili Eoljani s otoka Lezbosa, pa su pobunjeničke snage ukupno imale 353 trirema.

## Perzijske pripreme
Prema Herodotu, perzijski zapovjednici bili su zabrinuti hoće li uspjeti poraziti jonsku flotu, o čemu je ovisila i naknadna opsada Mileta. Dalje, on tvrdi kako su poslali prognane jonske tiranine na otok Ladu gdje su trebali uvjeriti njihove bivše podređene da prijeđu na perzijsku stranu. Unatoč početnim neuspjesima, tjedan dana uoči bitke perzijska delegacija uspjela se provući do jonske baze. Navodno su trupe sa Samosa tajno dogovorili sporazum s Perzijancima, no zbog opreza ostali su dijelom jonske koalicije.

## Bitka
Nedugo poslije, perzijska mornarica krenula je u napad na jonsku flotu koja im je krenula u sustret. Kada su se suprotstavljene flote približile jedna drugoj, brodovi sa Samosa zbog dogovora s Perzijancima napustili su bojište i napravili rupu u jonskim redovima. Uvidjevši njihovo povlačenje, mornarica s Lezbosa također se povukla što je stvorilo još veći razdor u jonskoj formaciji. Snage s Hiosa odlučile su ostati zajedno s mornaricama ostalih jonskih polisa, no tijekom pomorske bitke sve više jonskih snaga počelo se povlačiti u svoje gradove, što je konačno rezultiralo katastrofalnim porazom jonskih snaga.

## Posljedice
Jonski poraz u bitci kod Lade i Jonskom ustanku općenito predstavlja otvaranje značajnog povijesnog poglavlja grčko-perzijskih ratova koji uključuju Darijeve i Kserksove ekspedicije, te slavne bitke poput onih kod Maratona, Termopila i Salamine. Za jonske polise ustanak predstavlja katastrofalni poraz u kojem su pretrpjeli velike materijalne i ekonomske gubitke. Ipak, grad Milet se relativno brzo oporavio, te je idućih 40 godina prosperirao pod perzijskom vlašću. Za Perzijance ustanak je predstavljao početak pedesetogodišnjeg sukoba s Grcima u kojem su pretrpjeli određene gubitke, odnosno stvorili političku nestabilnost u zapadnom dijelu carstva.

## Poveznice
- Jonski ustanak
- Grčko-perzijski ratovi
- Perzijsko Carstvo
- Jonija

### Antička djela
- Herodot: „Povijesti“ (Ιστορίης Απόδειξη)
- Tukidid: „Povijest Peloponeskog rata“ (Ξυγκραφη)
- Diodor sa Sicilije: „Knjižnica“ (Ιστορικη Βιβλιοθήκη)
- Ciceron: „O zakonima“

### Moderna djela
- D. Fehling: „Herodot i njegovi izvori: Citiranje, izmišljanje i umjetnost pričanja“ (Herodotus and His "Sources": Citation, Invention, and Narrative Art), preveo J. G. Howie, Francis Cairns (1989.)
- John V. A. Fine: „Antički Grci: Kritična povijest“ (The Ancient Greeks: A Critical History), Harvard University Press (1983.)
- Moses Finley: „Uvod: Tukidid - Povijest Peloponeskog rata“ ("Introduction". Thucydides – History of the Peloponnesian War), preveo Rex Warner, Penguin (1972.)
- Tom Holland: „Perzijska vatra: Prvo svjetsko carstvo i bitka za Zapad“ (Persian Fire: The First World Empire and the Battle for the West), Doubleday (2006.)

## Vanjske poveznice
- Lada, Turska (Livius.org)  Arhivirana inačica izvorne stranice od 3. studenoga 2005. (Wayback Machine)
- Herodot: Lada